# Păsăresc
Păsăresc este un vechi soi românesc de struguri.